# Araeophylla
Araeophylla là một chi bướm đêm thuộc họ Gelechiidae.